# Sungai Ondok
Sungai Ondok is een bestuurslaag in het regentschap Ogan Ilir van de provincie Zuid-Sumatra, Indonesië. Sungai Ondok telt 526 inwoners (volkstelling 2010).